# Chuyer
Chuyer ist eine französische Gemeinde mit 751 Einwohnern (Stand: 1. Januar 2022) im Département Loire in der Region Auvergne-Rhône-Alpes. Sie gehört zum Arrondissement Saint-Étienne und zum Kanton Le Pilat. Die Einwohner werden Chuyards genannt.

## Geografie
Die Gemeinde Chuyer liegt im Regionalen Naturpark Pilat, 20 Kilometer südwestlich von Vienne und etwa 23 Kilometer östlich von Saint-Étienne. Im Westen der Gemeinde ragt das Massiv des Mont Pilat mit den Bergen Crêt de Baronnette (882 m) und Mont Ministre (765 m) und dem dazwischenliegenden Straßenpass Col de Pavezin. Umgeben wird Chuyer von den Nachbargemeinden La Chapelle-Villars im Norden, Vérin im Osten, Saint-Michel-sur-Rhône im Osten und Südosten, Chavanay im Südosten und Süden, Pélussin im Südwesten sowie Pavezin im Westen.

## Bevölkerungsentwicklung
| Jahr                       | 1962 | 1968 | 1975 | 1982 | 1990 | 1999 | 2006 | 2015 | 2022 |
| -------------------------- | ---- | ---- | ---- | ---- | ---- | ---- | ---- | ---- | ---- |
| Einwohner                  | 411  | 383  | 372  | 423  | 457  | 587  | 694  | 779  | 751  |
| Quellen: Cassini und INSEE |      |      |      |      |      |      |      |      |      |

## Sehenswürdigkeiten

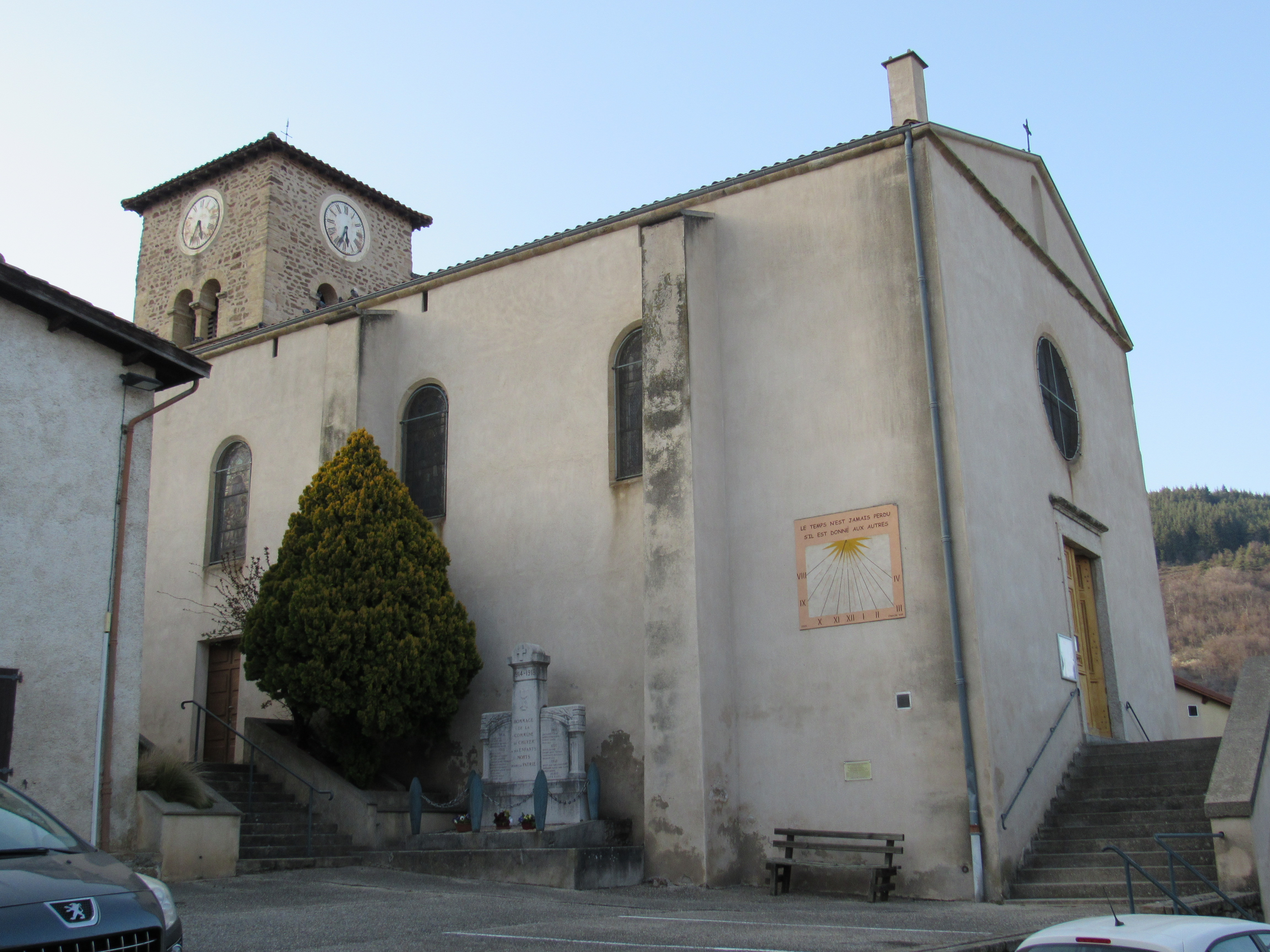
Kirche Saint-Jean-François-Régis

- Kirche Saint-Jean-François-Régis